# Цветосложение
Цветосложе́ние (лат. aestivátio) — взаимное положение частей цветка, главным образом чашелистиков и лепестков, в почке (в бутоне); оно бывает довольно определённое для каждого растения, но различное для чашелистиков и лепестков в одном и том же цветке.
Цветосложение бывает:
- створчатое, когда части цветка лишь касаются друг друга своими краями (то есть чашелистики — чашелистиков, лепестки — лепестков)
- завёрнутое или отвёрнутое, когда края лепестков или чашелистиков загнуты внутрь или наружу
- скрученное, когда край одного лепестка или чашелистика прикрывает край другого чашелистика или лепестка
- черепитчатое, когда наружные части цветка покрывают внутренний
- полуприкрывающее, когда один чашелистик или лепесток совсем прикрыт другими, один совсем открыт, а два другие наполовину прикрыты соседними
- скомканное, когда лепестки скомканы (у мака)
- объемлющее, когда один чашелистик или лепесток обхватывает другой, более внутренний
- полуобъемлющее, когда один чашелистик или лепесток наполовину обхватывает другой.

- Ломонос (Clematis sp.)
- Ветреница хубэйская (Anemone hupehensis)
- Алоэ настоящее (Aloe vera)
- Кактус (Cactus sp.)
- Вьюнок полевой (Convolvulus arvensis)
- Молодило (Sempervivum sp.)
- Тис ягодный (Taxus baccata)
- Вяз красный (Ulmus rubra)